# 11309 Malus
11309 Malus este o planetă minoră (asteroid), cu un diametru de 14,467 km, din centura de asteroizi. A fost descoperită pe 15 august 1993 la observatoire de la Côte d'Azur⁠(d) de Eric Walter Elst și a fost numită după Étienne Louis Malus⁠(d). 
Obiectul prezintă o orbită caracterizată de o semiaxă mare de 2,9606657 UAi, o excentricitate de 0,11, o înclinație de 6,97337 ° în raport cu ecliptica.